# Lamasan
Lamasan is een bestuurslaag in het regentschap Aceh Jaya van de provincie Atjeh, Indonesië. Lamasan telt 421 inwoners (volkstelling 2010).